# Биг Пан
Кристофер Ли Риос (енгл. Christopher Lee Rios; Њујорк, 10. новембар 1971 — Вајт Плејнс, 7. фебруар 2000), познат по уметничком имену Биг Пан (Big Pun; скраћено од Биг Панишер), био је амерички репер и текстописац порториканскога порекла. Биг Панове песме се истичу по својој техничкој ефикасности, имају изузетну контролу даха, велику употребу алитерације, као и интерне и вишесложне схеме римовања. На сцени се појавио раних деведесетих година 20. столећа као андерграунд репер из њујоршкога Бронкса, а светску славу и углед је стекао у другој половини деведесетих радивши са својим пријатељима Фат Џоом и Терор сквадом.
Биг Пана је првобитно открио Фат Џо када се појавио на његовом албуму Jealous One's Envy (1995). Године 1997. Биг Пан је потписао уговор с „Лауд рекордсом” као соло извођач и објавио свој деби студијски албум Capital Punishment (април 1998) који је номинован за Греми. Тај албум је добио одличне критике и признање од критичара, доживевши комерцијални успех достигавши пето место на Билборду 200 поставши прва соло хипхоп плоча од Латиноамериканца која је достигла платинасти статус.

## Рани живот
Кристофер Ли Риос је рођен у Бронксу, у Њујорку, од родитеља порториканскога порекла. Одрастао је у кварту Јужнога Бронкса и имао је најмање две сестре и једнога брата. Редовно је играо кошарку и тренирао бокс.
Када је имао 15 година иселио се из куће своје мајке поставши бескућник. Касније је добио велику одштету од градске администрације због акцидента из 1976, када је сломио ногу док се играо у небезбедном парку. Користећи тај новац, Риос се оженио својом средњошколском љубави Лајзом и њих двоје су се заједно преселили у нову кућу.
Риос се дуго борио с депресијом која је проистекла због његовог тешког детињстава што је узроковало да учестано једе поставши тако гојазан. Између своје 18 и 21 године угојио се приближно 60 килограма (на 140 кг., с висином 171 цм.) што му је задавало много проблема.

## Каријера
Током касних 1980-их је почео да пише реп текстове. Касније је формирао андерграунд групу Фул-а-клипс с Лирикал Асасином, Џокер Џемзом и Тумом. Риос је с том групом направио неколико демо песама које никада нису објављене. Током 1990-их је имао псеудоним Биг Мун Дог (Big Moon Dawg). Риос је 1995. званично постао Биг Панишер. Те године је и упознао колегу Фат Џоа, који је такође Порториканац, који га је позвао да гостује на његовом албуму Jealous One's Envy (1998) и песми „Watch Out”. То гостовање, као и гостовање на песми „Off the Books” групе Битнатс, направило му је велику рекламу после које је постао популаран.

### Capital Punishment(1997–1998)
Године 1997. Биг Пан је почео да снима песме за свој деби студијски албум Capital Punishment. Раније те године, продуцент продукције „Нобади” Шон Си је искористио своју нову функцију у „Лауд рекордсу” да пусти једну песму из те продукцијске куће Биг Пану. Пријатно изненађен, репер је ангажовао „Нобади” да му ремиксира песму „I'm Not a Player”. Ремиксована песма на којој гостује Фат Џо и под стилизованим називом „Still Not a Player”, постала је први велики мејнстрим хит Биг Пана и велики пробој за продукцијску кућу „Нобади”. Годину дана доцније, 1998. је изашао и цео албум Capital Punishment који је постао први соло реперски албум латиноамеричког репера који је постао платинасти достигавши пето место на Билборду 200. Capital Punishment је такође номинован за награду Греми у категорији хипхопа.

### Сараднички албум с Терор сквадом (1999–2000)
Биг Пан је постао члан Терор сквада, групе репера са седиштем у Њујорку коју је основао Фат Џо, при чему је већину чланова чинио сада непостојећа група Фул-а-клипс који су издали свој деби албум The Album (1999). Албум није добро прошао комерцијално, али је добро био прихваћен од критичара и албум је требало да буде основа за све остале чланове Терор сквада за издавање својих соло пројеката.

## Здравствени проблеми и смрт
Риос се борио с проблемом тежине од када је због депресије, која је уследила због тешкога детињства, почео много да једе. Са осамнаест година је имао 82 кг., а у 22. години је имао 140 кг. Његова тежина је почетком 1990-их је флуктуисала између гојазних и превише гојазних. Он се уписао у програм мршављења при Универзитету Дјук 1999. што му је помогло да изгуби 36 килограма. Прерано напуствши програм, повратио је своју ранију тежину. Његова тежина је била стална тема расправе међу њим и његовим пријатељима. Осуде су ишле до те мере да Риос није хтео да једе у њиховом присуству.
Дана 5. фебруара 2000, Риос се повукао с планираног наступа с колегама Хиспаноамериканцима Фат Џоом и Џенифер Лопез у емисији Уживо суботом увече због здравствених проблема. Два дана касније, док је боравио у хотелу са својом породицом у Вајт Плејнсу, доживео је срчани удар и респираторну инсуфицијенцију, те је пребачен у болницу у којој је и преминуо у 29. години живота после неуспешне реанимације. Његова тежина је достигла врхунац од 317 кг. у тренутку његове смрти. Иза Риоса је остала супруга Лајза и њихово троје деце: Стар, Ванеса и Кристофер Млађи, који је доцније постао репер.

## Постхумна дела и заоставштина
Други албум Биг Пана Yeeeah Baby довршен је после његове смрти, објављен је у априлу 2000. Достигао је треће место на Билбордовој листи и зарадио статус златне плоче у року од три месеца од објављивања. Постхумни компилацијски албум Endangered Species објављен је у априлу 2001. год. Он је обухватио неке од највећих хитова Пана, као и раније необјављен материјал, бројна гостовања и ремиксоване најбољих стихова. И он је добро прошао на Билборд 200 листи, ушавши у првих десет (седмо место), али комерцијално није био толико успешан као прва два. На албуму Фат Џоа Duets: The Final Chapter објављена је песма „Get Your Grind On” у којој гостује с Бигијем, који је такође био мртав у том тренутку. Та песма почиње радијским интервјуом Биг Пана у којем је рекао да ће извести дует с Бигијем који ће бити на вратима небеса. Панови стихови су такође били објављени у песми „Bring 'Em Back” с другог албума Терор сквада True Story (2004) у којој гостује и Биг Ел, који је у међувремену убијен.
Почетком маја 2001. Градско веће Града Њујорка је одбило планове и жељу становника да се један део кварта Роџерс Плејс преименује у знак почасти према Биг Пану. Они су одлуку описали да им се не свиђа вулгарност у хипхоп песмама извођача, као и референце на насиље и делање дроге.
Други постхумни албум планирао је да објави „Сони” 2006, али је одложено због спора с продуцентом Џоном „Желибин” Бенитезом који је био власник права за објављивање многих песама с тог албума. У јуну 2005, Лајза Риос, његова жена, ставила је на интернет акуцију Биг Панов пригодни медаљон (кајлу) Терор сквада вредности сто хиљада долара, наводећи као разлог финансијске потешкоће због тога што није примила никакав новац од продаја права за објављивања Панових албума и песама, иако му је законска супруга.
Дана 22. марта 2021, раскрсница пута Ист Фордам и Гранд Конкурса у Пановом родном Бронксу названа је „Биг Панова Плаза” у његову част. Давању имена овог топонима претходила је церемонија на којој су присуствовали породица, пријатељи и локални политичари.

## Дискографија

### Студијски албуми
- Capital Punishment (1998)
- Yeeeah Baby (2000)

### Компилацијски албуми
- The Album с Терор сквадом (1999)
- Endangered Species (2001)

### Синглови
| Наслов                                                                                            | Датум објављивања | Позиције на листама | Позиције на листама | Позиције на листама | Албум                      |
| Наслов                                                                                            | Датум објављивања | САД                 | САД R&B             | САД реп             | Албум                      |
| ------------------------------------------------------------------------------------------------- | ----------------- | ------------------- | ------------------- | ------------------- | -------------------------- |
| „I'm Not a Player”                                                                                | 1997              | 57                  | 19                  | 3                   | Capital Punishment         |
| „I'm Not a Player” (feat. Џоом)                                                                   | 1998              | 24                  | 6                   | 13                  | Capital Punishment         |
| „You Came Up” (feat. Noreaga)                                                                     | 1998              | —                   | 49                  | 43                  | Capital Punishment         |
| „It's So Hard” (feat. Donell Jones)                                                               | 2000              | 75                  | 19                  | 11                  | Yeeeah Baby                |
| „100%” (feat. Tony Sunshine)                                                                      | 2000              | —                   | 64                  | —                   | Yeeeah Baby                |
| „How We Roll” (feat. Ashanti)                                                                     | 2001              | —                   | 53                  | 16                  | Endangered Species         |
| „Lyrically Fit (The Bigger They R)” (feat. Chris Rivers, Cormega, Shaquille O'Neal и Easy Mo Bee) | 2014              |                     |                     |                     | Bronx Legends Never Die EP |

#### Као гост
| Наслов                                                                      | Датум објављивања | Позиције на листама | Позиције на листама | Позиције на листама | Албум               |
| Наслов                                                                      | Датум објављивања | САД                 | САД R&B             | САД реп             | Албум               |
| --------------------------------------------------------------------------- | ----------------- | ------------------- | ------------------- | ------------------- | ------------------- |
| „Firewater” (Fat Joe feat. Big Pun, Raekwon, и Armaggedon)                  | 1996              | —                   | 116                 | —                   | Endangered Species  |
| „Off the Books” (The Beatnuts feat. Big Pun и Cuban Link)                   | 1997              | 86                  | 52                  | 12                  | Stone Crazy         |
| „Some 1 2 Hold” (Veronica feat. Big Pun и Cuban Link)                       | 1997              | —                   | 101                 | —                   | Rise                |
| „Western Ways Part II” (Delinquent Habits feat. Big Pun и JuJu)             | 1998              | —                   | 102                 | —                   | Here Come the Horns |
| „I'll Be Around” (Rah Sun feat. Big Pun и Deuce)                            | 1998              | 125                 | 89                  | 30                  | It's Not a Game     |
| „Bet Ya Man Can't (Triz)” (Fat Joe feat. Big Pun, Cuban Link и Triple Seis) | 1998              | —                   | 54                  | 37                  | Don Cartagena       |
| „From N.Y. to N.O.” (Mr. Serv-On feat. Big Pun)                             | 1999              | 20                  | 11                  | 3                   | Da Next Level       |
| „On Point” (Heavy D feat. 8Ball и Big Pun)                                  | 1999              | —                   | —                   | —                   | Heavy               |
| „Symphony 2000” (Truck feat. Big Pun, Kool G Rap и KRS-One)                 | 2000              | —                   | —                   | 35                  | сингл без албума    |
| „Feelin' So Good” (Jennifer Lopez feat. Fat Joe и Big Pun)                  | 2000              | 51                  | 44                  | —                   | On the 6            |

### Спотови
| Наслов                   | Датум објављивања | Режија           |
| ------------------------ | ----------------- | ---------------- |
| „I'm Not a Player”       | 1997              | Давид Перез Шади |
| „Twinz (Deep Cover '98)” | 1998              | Крис Робинсон    |
| „Still Not a Player”     | 1998              | Дарен Грант      |
| „You Came Up”            | 1998              | Дарен Грант      |
| „It's So Hard”           | 2000              | Крис Робинсон    |
| „100%”                   | 2000              | Крис Робинсон    |
| „How We Roll”            | 2001              |                  |

## Филмографија
| Година | Наслов                           | Улога        | Напомене                           |
| ------ | -------------------------------- | ------------ | ---------------------------------- |
| 1998   | Moesha                           | Биг Пан      | Потписан како Биг Панишер          |
| 1999   | Thicker Than Water               | Пани         |                                    |
| 1999   | Urban Menace                     | Кроу         |                                    |
| 1999   | Whiteboyz                        | Дон Флип Кру | Непотписан                         |
| 2000   | Boricua's Bond                   | Биг Пан      | Потписан као Биг Панишер Постхумно |
| 2002   | Big Pun: Still Not a Player      | Биг Пан      | Архивски снимци Постхумно          |
| 2002   | Big Pun Live                     | Биг Пан      | Архивски снимци Постхумно          |
| 2008   | Big Pun: The Legacy              | Биг Пан      | Архивски снимци Постхумно          |
| 2010   | Big Pun's Legacy: The Lost Files | Биг Пан      | Архивски снимци Постхумно          |

## Награде и номинације

### Греми
| Година | Номинован рад      | Награда                            | Исход      |
| ------ | ------------------ | ---------------------------------- | ---------- |
| 1999   | Capital Punishment | Награда Греми за најбољи реп албум | Номинација |